# Castellote
Castellote es un municipio aragonés situado en la comarca turolense del Maestrazgo, en España. Su término municipal —el de mayor extensión dentro de su comarca— tiene 235,18 km² y su población asciende a 676 habitantes (INE, 2020).

## Núcleos del municipio

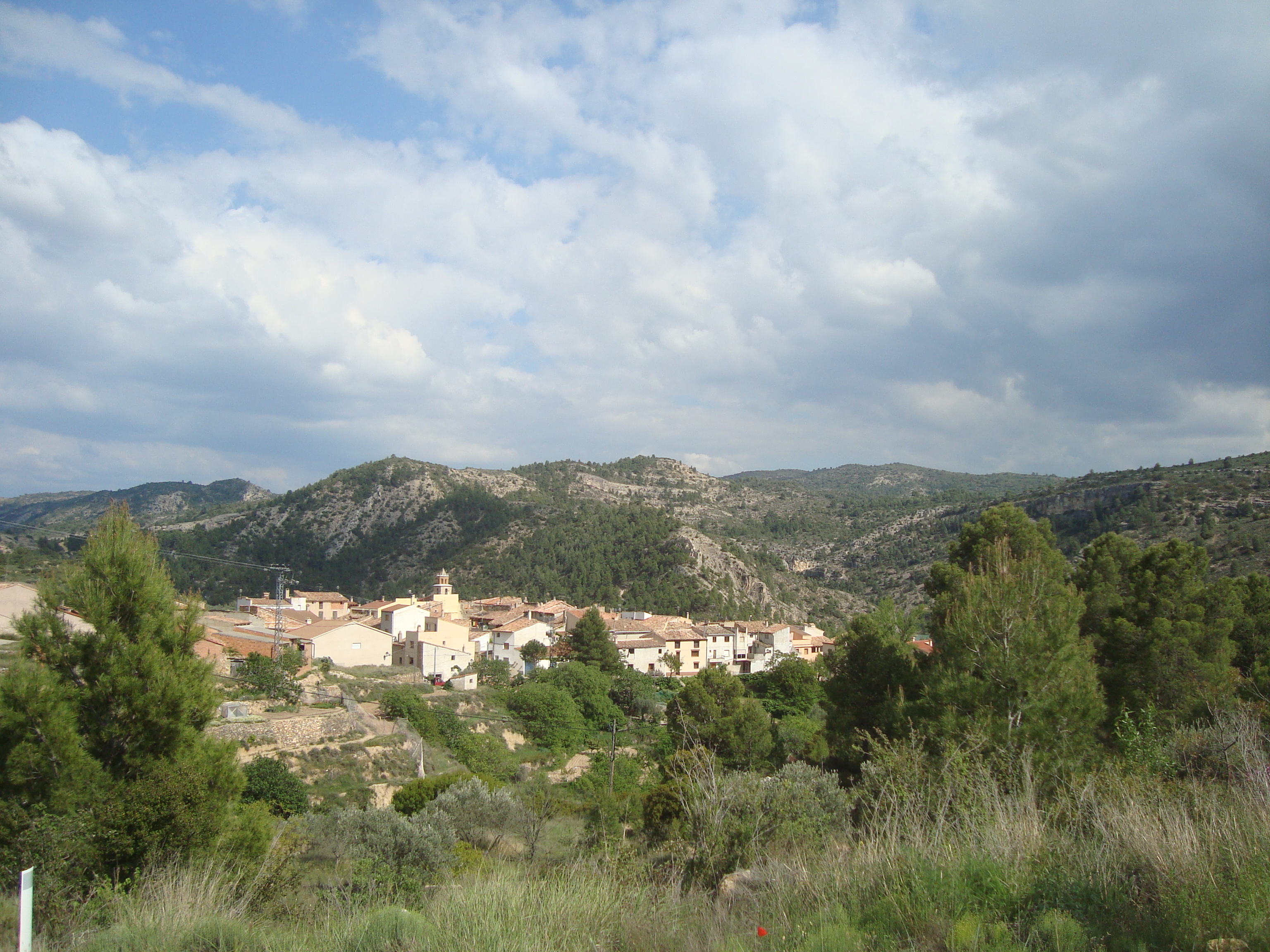
Panorámica de Abenfigo (Castellote, Teruel)

El término del municipio de Castellote incluye los antiguos términos de Cuevas de Cañart, Abenfigo, Santolea, Ladruñán y sus antiguos barrios de La Algecira y El Crespol, Dos Torres de Mercader, Las Planas de Castellote, así como Luco de Bordón y sus antiguos barrios de Los Alagones y Torremocha.
Su amplio territorio comprende numerosas entidades pobladas y despoblados que han tenido relevancia en el pasado. Entre las habitadas se encuentran Abenfigo, Luco de Bordón junto a Los Alagones, Ladruñán junto a La Algecira y El Crespol, Cuevas de Cañart —villa que conserva el patrimonio histórico medieval, declarado bien de interés cultural— , Dos Torres de Mercader y Las Planas de Castellote.
Despoblados, o prácticamente despoblados, se hallan los núcleos de numerosas masías, como El Alconzal, El Huergo, Mas de Blasco, Mas de Ricol, Torremocha, Perojil, El Mas de Soler, El Mas de Lej, El Higueral, El Latonar y otros. Algunos fueron inundados por las aguas del embalse de Santolea, como El Mas de Campos, y el propio pueblo que le da nombre, Santolea, fue abandonado y derruido tras su construcción.

## Situación y clima

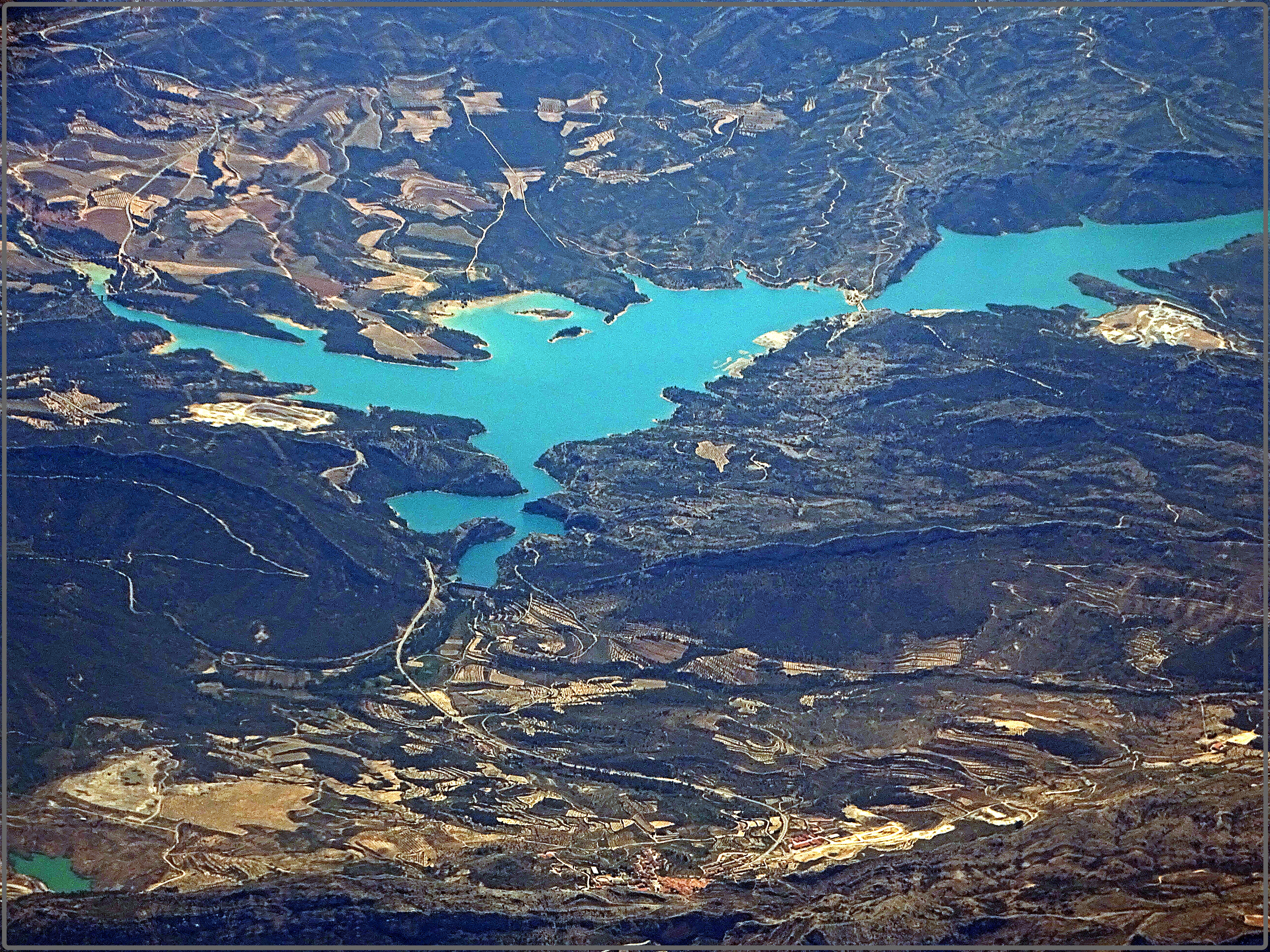
Castellote en la parte inferior de la imagen, el norte. Al sur, al fondo, el embalse de Santolea.

El núcleo urbano de Castellote está situado en un pintoresco enclave en la ladera de un monte coronado por un castillo templario arruinado en las Guerras Carlistas y restaurado en 2011. La población se asienta en el Sistema Ibérico, en las sierras del Bajo Aragón, en el valle del río Guadalope. Se halla a 774 metros sobre el nivel del mar. Su temperatura media anual es de 12,2 °C.
La carretera entra en el pueblo atravesando un túnel que horada una impresionante pared rocosa. A la entrada del túnel se encuentra el paraje de «El Llovedor» donde se encuentra la ermita del Llovedor.

## Prehistoria
En el área de Castellote-Santolea-Ladruñan se localiza uno de los espacios más importantes del arte rupestre de Aragón.
Se piensa que su cronología va desde el Paleolítico —zona de grabados del barranco Hondo en Ladruñán— al Neolítico.
Entre los abrigos encontrados, cabe destacar el Abrigo de la Vacada, que muestra un conjunto formado por setenta y dos figuras.
La escena principal la constituye un rebaño de bóvidos acompañados por figuras de arqueros, una figura femenina de perfil, ciervos y cabras de carácter esquemático y un asno muy realista. Sobresalen dos interesantes toros pintados primero en rojo violáceo y repintados en rojo carmín, así como una cabeza del mismo animal vista de frente y sin cuerpo, con los cuernos formando casi un semicírculo. Otro paraje relacionado, denominado Abrigo de Barranco Hondo, contiene grabados que pudieran ser paleolíticos, pues la técnica del trazo estriado es similar a la establecida en los cérvidos de Cantabria. De la Edad de Bronce son los yacimientos de Fuente del Ballester, el Subidor de la Calzada y Vallipón. Asimismo, se han encontrado numerosos yacimientos de la Edad de Hierro —Vallipón, Castellote y Fuente el Salz— posiblemente pertenecientes a los últimos campos de urnas del siglo VI a. C.

## Historia
La región de Castellote estuvo poblada por el pueblo ibero de los ilercavones; se piensa que las tumbas excavadas en la roca encima del chorro de San Juan de las Cuevas, pudieran pertenecer a ese pueblo. 

### Edad Media

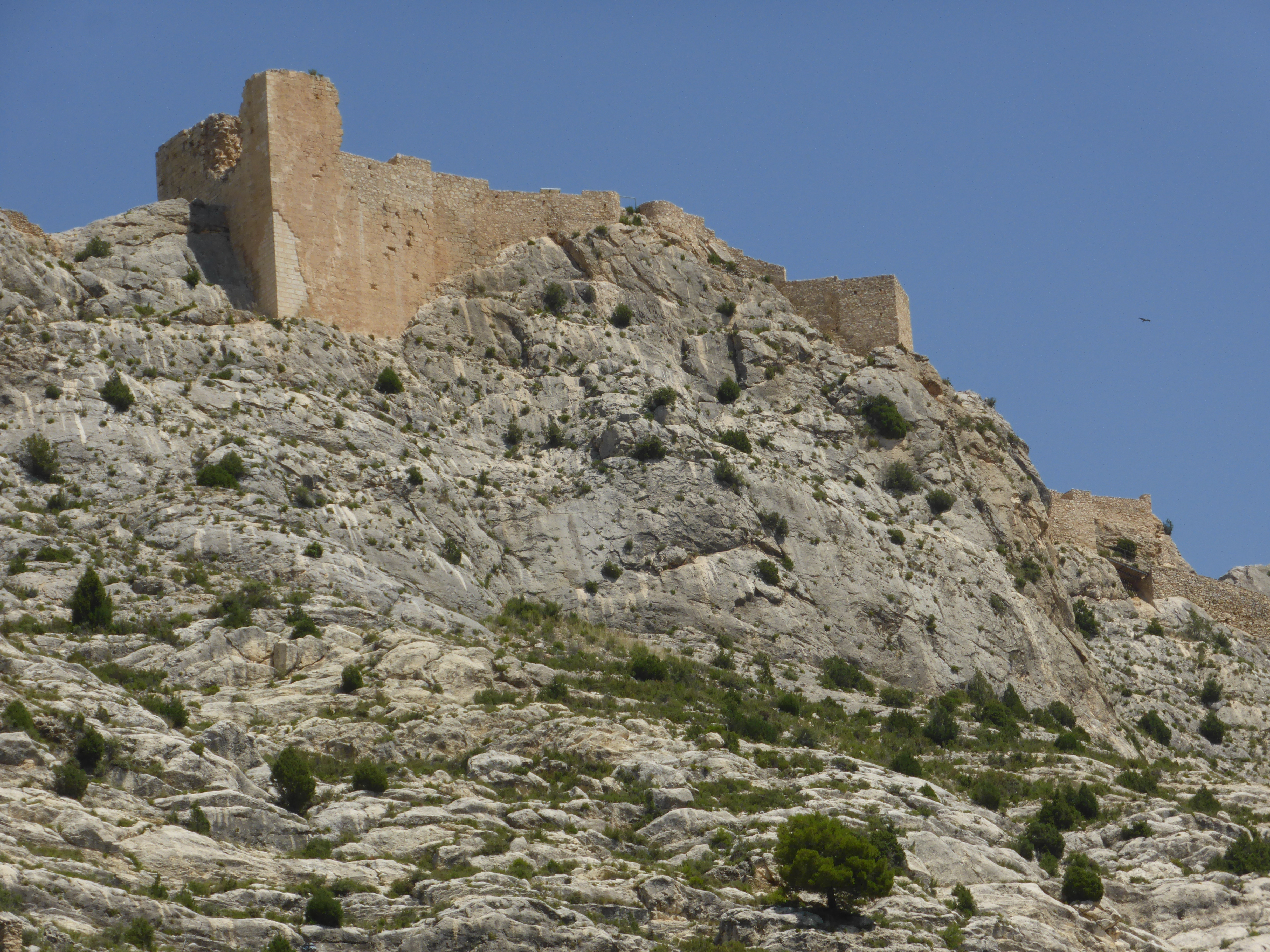
El castillo fue de la Orden del Temple (de los caballeros templarios).

Ya en la Edad Media, Castellote estuvo bajo el dominio de los musulmanes. Construyeron una compleja red de riego con presas, azudes, acequias, y acueductos, que aún hoy se siguen utilizando. Se piensa que fueron ellos quienes primero fortificaron Castellote. La primera mención a la villa, en referencia a su inclusión en los límites del obispado de Zaragoza, data de 1158. Aunque no existe constancia, parece seguro que Castellote fue conquistado por Alfonso I el Batallador, si bien tras su muerte, la zona volvió a manos árabes.[cita requerida]
En ese corto periodo cristiano parece que la población fue confiada a Don Español de Castellot. No fue hasta 1168-1169 cuando, bajo el reinado de Alfonso II el Casto, Castellote pasó definitivamente a formar parte del Reino de Aragón, siendo sus tierras devueltas a Don Español, aunque esta vez como tenente. A la muerte de Don Español de Castellot, su hijo dona el castillo a la Orden del Santo Redentor, pero la ulterior disolución de la orden, hizo que pasara a formar parte de la Orden del Temple. En 1282, la carta puebla le fue otorgada a Castellote y Las Cuevas por el Temple, mientras que en 1268, Jaime I concedió a la villa mercado semanal los sábados.

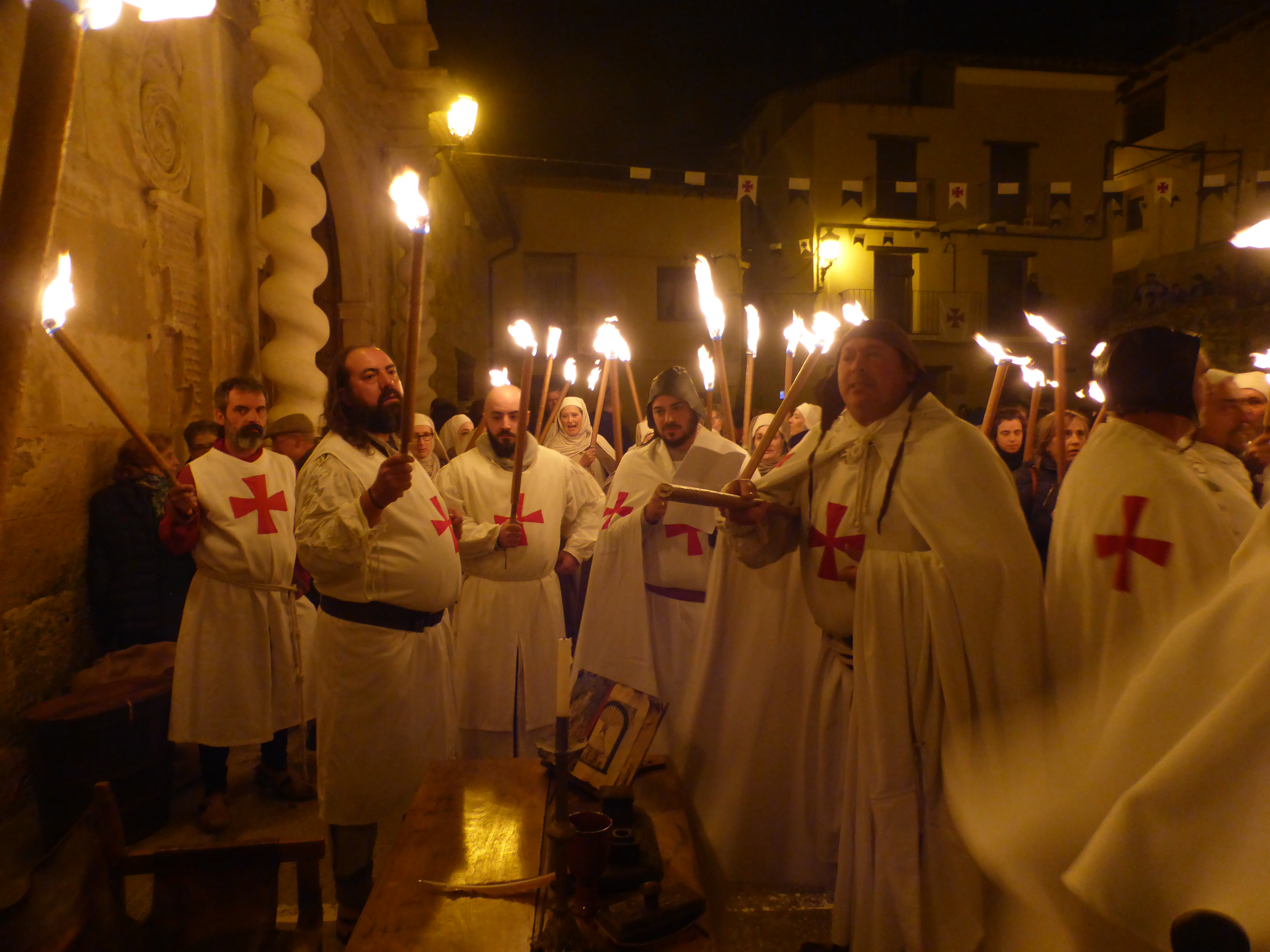
Recreación histórica de una ceremonia templaria del año 1308.

A principios del siglo XIV, la caída en desgracia de los templarios hizo que Jaime II ordenara la entrega de los bienes y personas de la Orden. Castellote se opuso a tal estado de cosas, por lo que el 20 de enero de 1308 se encargó el sitio de la localidad a Bernaldo Tarín; muchos de los villanos, desobedeciendo las órdenes reales de combatir a los frailes, se unieron a éstos en el interior del castillo. Finalmente, el 2 de noviembre los sitiados se rindieron después de once meses de sitio. El historiador Jerónimo Zurita, en sus Anales de la Corona de Aragón, así lo corrobora: «Bernaldo Tarín estaba sobre el castillo de Castellot que era muy fuerte y en tierra áspera y de montaña, y fue de los que más resistieron y perseveraron en defenderse».
A partir de entonces, la villa pasó a ser una encomienda sanjuanista y para 1318 Castellote tenía ya un comendador de dicha orden. Los sanjuanistas continuaron en Castellote hasta 1769.

### Edad Moderna y Contemporánea
En el marco de la Guerra de la Independencia, Castellote fue tomado por el general francés Musnier el 22 de diciembre de 1809. Además de otros destrozos, los franceses quemaron los archivos y documentos de la villa. En 1812, el gobernador general de Aragón, Luis Gabriel de Suchet, dividió Aragón en cuatro provincias: Zaragoza, Huesca, Teruel y Alcañiz. En esta última, que comprendía el Bajo Aragón histórico, el Maestrazgo y las Cuencas Mineras, quedó englobada Castellote; esto fue así hasta 1813, cuando el guerrillero Fray Arsenio Nebot tomó Alcañiz, haciendo huir a los franceses.
Especial relevancia en Castellote tuvieron  las guerras carlistas. En septiembre de 1835, en la localidad tuvo lugar una batalla entre los isabelinos del coronel Nogueras y los carlistas bajo el mando de José Miralles el Serrador. Los carlistas tuvieron que abandonar la plaza al perder la batalla, si bien la volvieron a reconquistar, permaneciendo en ella durante mucho tiempo. En el verano de 1837 fue visitada por el pretendiente Carlos María Isidro al frente de la Expedición Real.

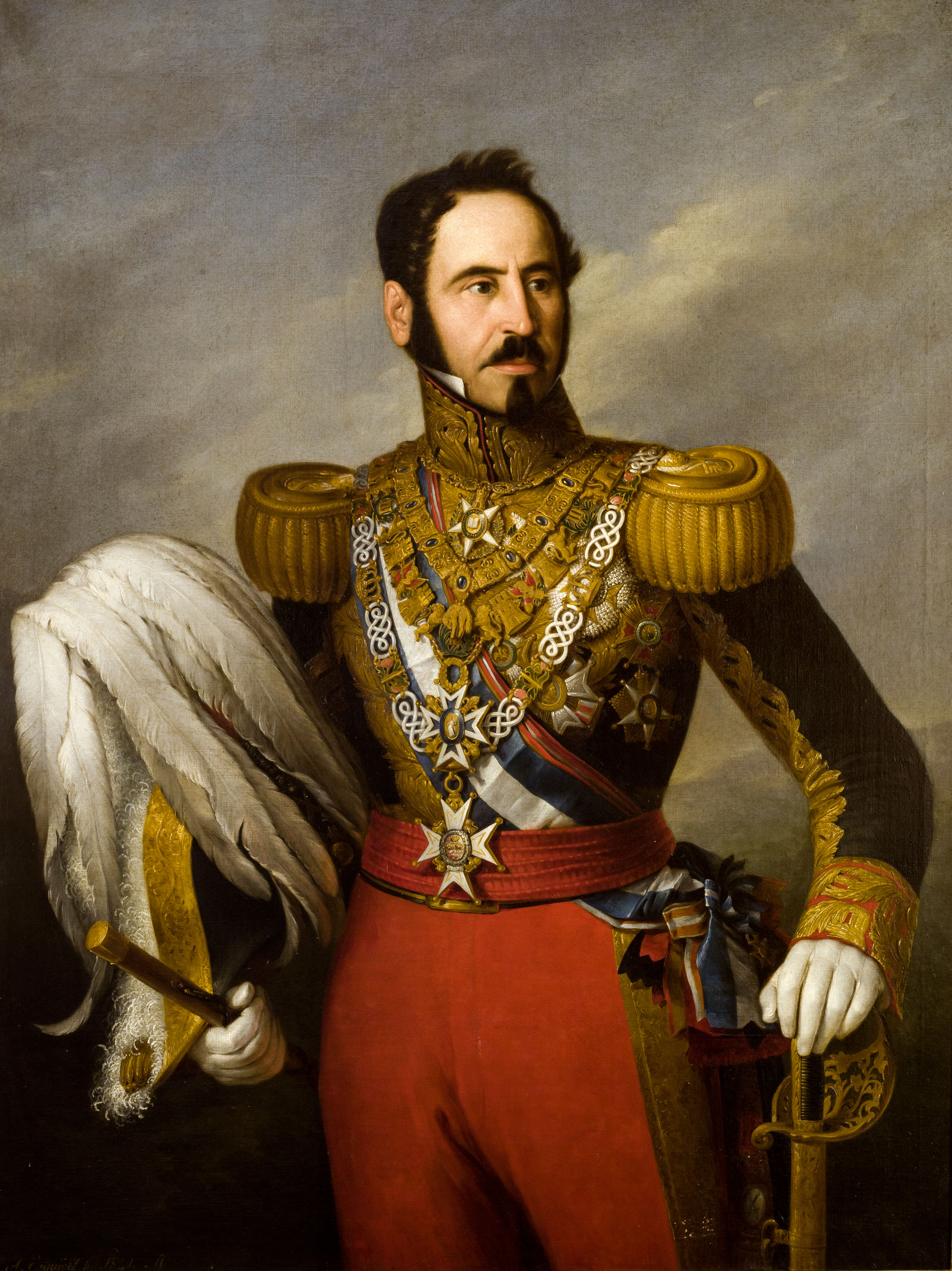
General Espartero, quien dirigió al ejército liberal en la toma de Castellote (1840).

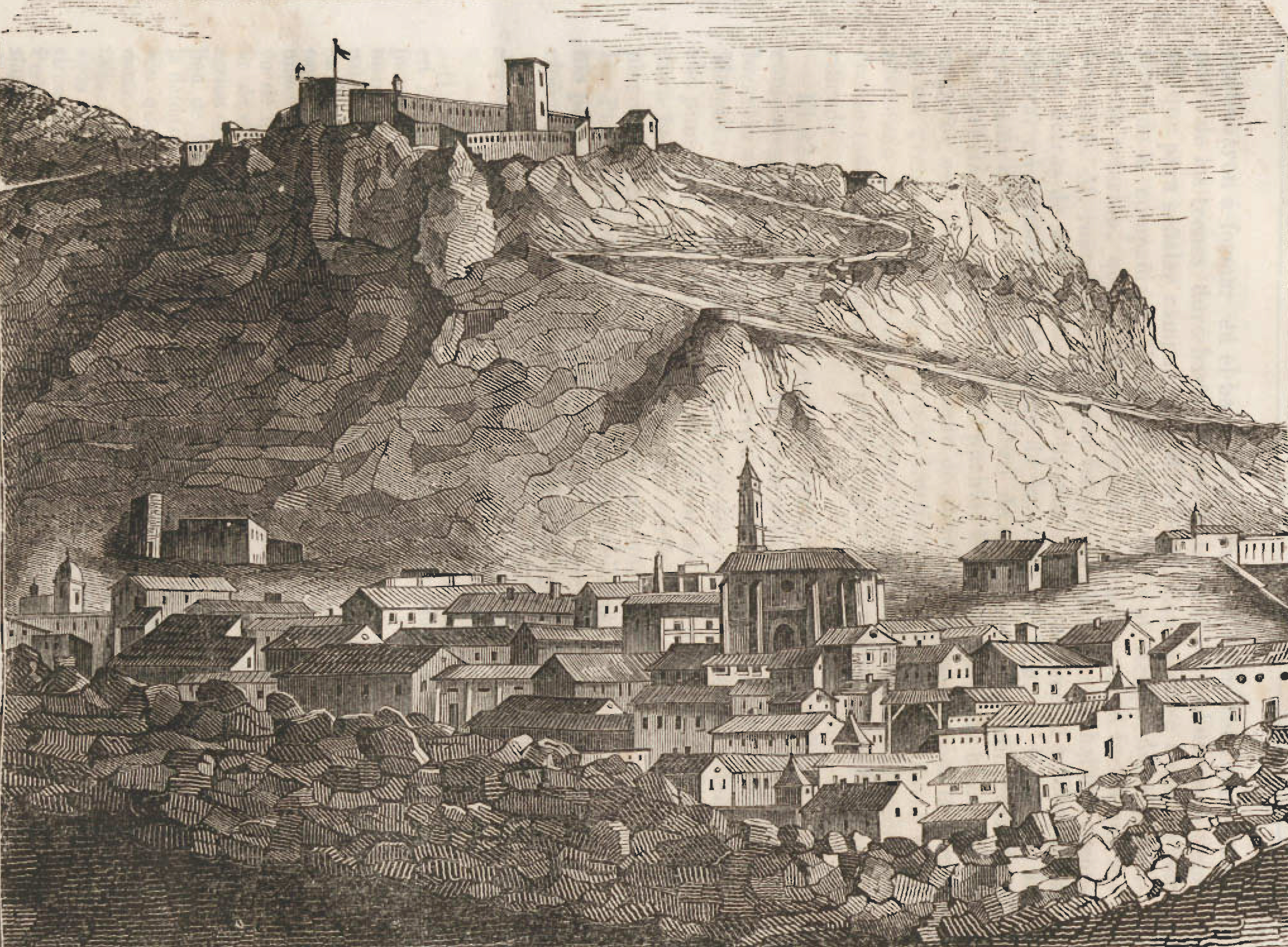
Vista de Castellote (Historia de Cabrera y de la guerra civil en Aragón, Valencia y Murcia, 1845)

Posteriormente, Castellote fue escenario de una de las más duras y cruentas batallas de la Primera Guerra Carlista. Después del «abrazo de Vergara», los gubernamentales concentraron sus tropas en el este peninsular. En este contexto, el general Espartero estableció su cuartel general en la vecina Mas de las Matas y, tras la conquista de Segura, ordenó el avance sobre Castellote. El día 23 de marzo de 1840, los liberales atacaron la ermita de San Macario y San Cristóbal, decidiendo los defensores replegarse en el castillo. Espartero mandó un parlamentario para que se rindieran, prometiéndoles que se les respetaría la vida, a lo que los sitiados respondieron con una negativa. La contienda continuó durante los dos días siguientes, y los isabelinos lograron tomar el edificio oriental del castillo; al intentar luego entrar en el torreón, último reducto, fueron rechazados. Finalmente, los sitiados, dada cuenta de su desesperada situación, se rindieron el día 27. Espartero se ocupó de que a los sitiados se les respetara la vida y les elogió delante de sus tropas por cómo habían defendido la plaza.
En esa época (1845), el historiador y geógrafo Pascual Madoz describía Castellote en los siguientes términos: 

Se compone de 300 casas distribuidas en varias calles y pequeñas plazas... y una iglesia parroquial (San Miguel), de las que son anejas las de Abenfigo y Las Plana.

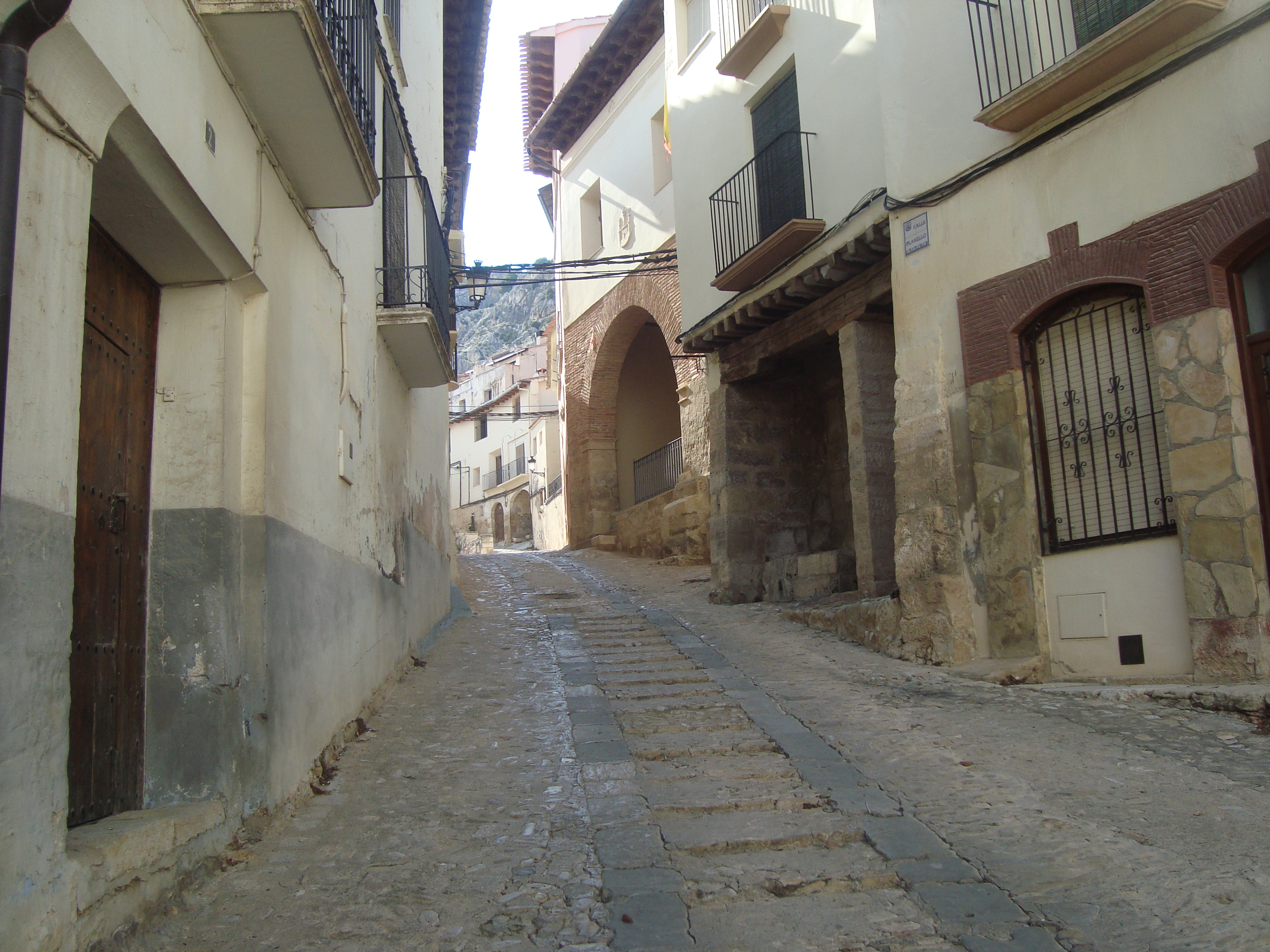
Casco antiguo de Castellote

En el transcurso de la tercera guerra carlista, Castellote fue el escenario de un importante intercambio de prisioneros entre el ejército isabelino y el carlista, previo acuerdo de los generales Echagüe y Dorregaray; en concreto, el 17 de mayo de 1875, se canjearon 214 presos carlistas por 210 liberales.
La Guerra Civil, al igual que en otros lugares de Aragón, trajo consigo numerosos destrozos del patrimonio con la quema de retablos, imágenes y archivos de la iglesia parroquial, así como de las ermitas. Cabe reseñar que en Castellote tuvo lugar la boda de Enrique Lister, uno de los principales mandos del ejército republicano. Una vez terminada la contienda, la zona fue escenario de la actividad del maquis, por medio de la Agrupación Guerrillera de Levante y Aragón (AGLA), uno de cuyos sectores tenía su núcleo en la vecina Aguaviva. Durante muchos años, la región se vio salpicada por numerosos episodios de violencia —tanto por parte de la guerrilla como de las fuerzas del orden—, que llegaron a su término en 1952 cuando se produjo la evacuación del maquis.

## Demografía
Cuenta con una población de 663 habitantes (INE 2024).
| Gráfica de evolución demográfica de Castellote entre 1842 y 2021 |
| |
| Población de derecho según los censos de población del INE Población de hecho según los censos de población del INEEntre el censo de 1857 y el anterior, crece el término del municipio porque incorpora a 445000 (Las Cuevas de Castellote). Entre el censo de 1970 y el anterior, crece el término del municipio porque incorpora a 44503 (Cuevas de C.), 44505 (Dos Torres), 44507 (Ladruñan) y 44513 (Santolea) |

Castellote fue cabeza del desaparecido partido judicial de Castellote —hoy pertenece al de Alcañiz— y también de la encomienda de su nombre. Desde los 2511 habitantes que poseía en 1857, su población ha ido disminuyendo a lo largo de todo el siglo XX: 2086 habitantes en 1900, 1646 en 1950, y 737 en el año 2000. En el siglo XXI, la demografía del municipio ha experimentado cierta estabilización. En 2020 contaba con 676 habitantes (INE).

## Administración y política
| Período   | Alcalde               | Partido |  |
| --------- | --------------------- | ------- |  |
| 1979-1983 | Jesús Figueras Ramia  | UCD     |  |
| 1983-1987 | Jesús Figueras Ramia  |         |  |
| 1987-1991 | Jesús Figueras Ramia  |         |  |
| 1991-1995 | Carlos Soler Ferrer   | PSOE    |  |
| 1995-1999 | Carlos Soler Ferrer   | PSOE    |  |
| 1999-2003 | Ramón Millán Piquer   | PAR     |  |
| 2003-2007 | Ramón Millán Piquer   | PAR     |  |
| 2007-2011 | Ramón Millán Piquer   | PAR     |  |
| 2011-2015 | Ramón Millán Piquer   | PAR     |  |
| 2015-2019 | Ramón Millán Piquer   | PAR     |  |
| 2019-2021 | Ramón Millán Piquer   | PAR     |  |
| 2021-2023 | Antonio López Bernuz  | PAR     |  |
| 2023-     | Raquel Benedí Becerra | TE      |  |

| Partido político    | Partido político                                   | 2003   | 2007   | 2011   | 2015   |
| Partido político    | Partido político                                   | Ediles | Ediles | Ediles | Ediles |
|                     | Partido Aragonés (PAR)                             | 5      | 5      | 5      | 5      |
|                     | Partido Popular de Aragón (PP)                     | 1      | 1      | 1      | 2      |
|                     | Partido de los Socialistas de Aragón (PSOE-Aragón) | 1      | 1      | 1      | —      |
| Total de concejales | Total de concejales                                | 7      | 7      | 7      | 7      |

## Patrimonio
Del pasado medieval de Castellote, vinculado con los templarios, se ha conservado un hermoso conjunto urbano de calles estrechas y empinadas, con un ensanche alrededor de la carretera, que está declarado bien de interés cultural.

### Arquitectura civil

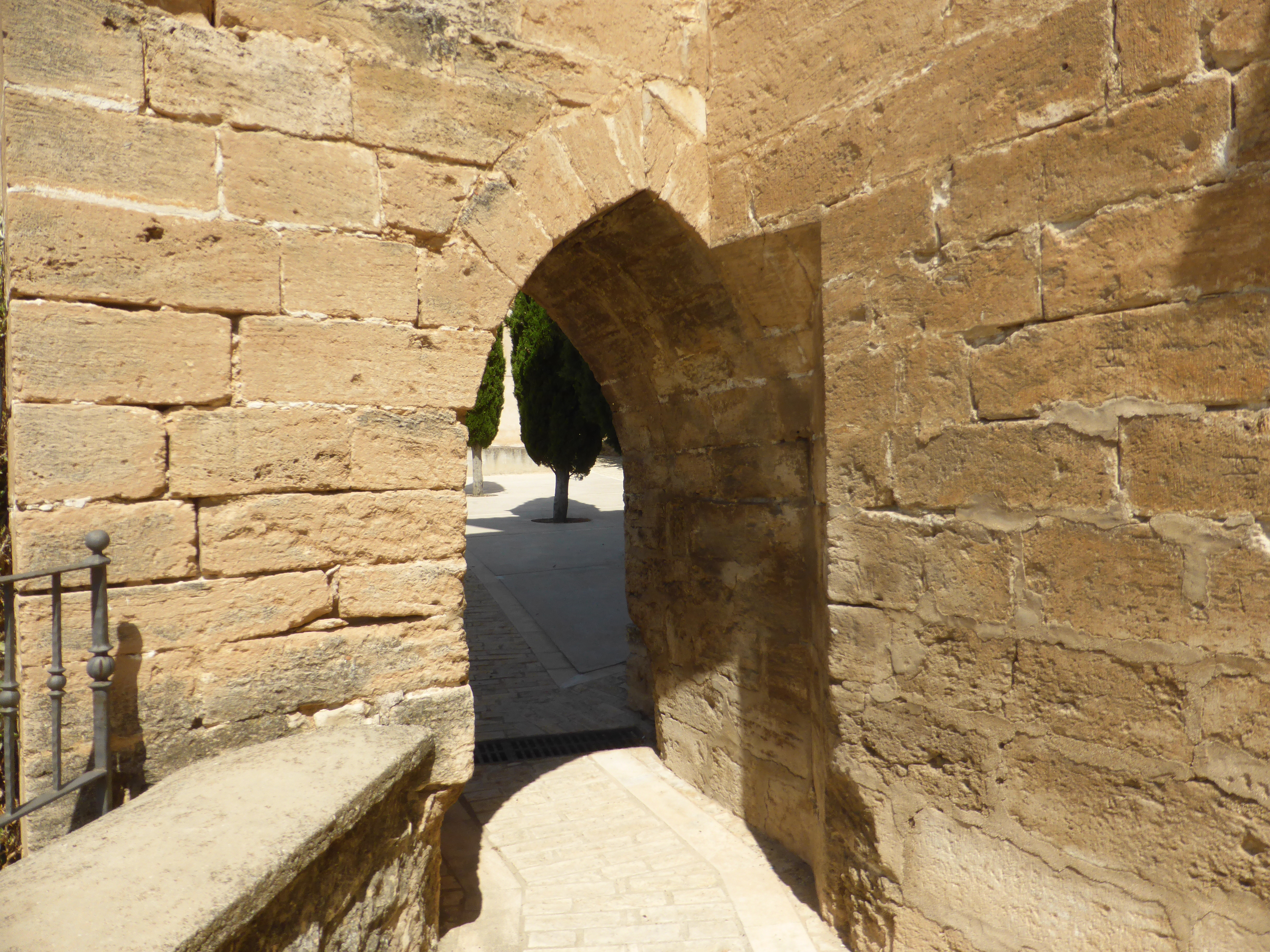
Arco ojival, medieval, para acceder a la plaza de la Iglesia

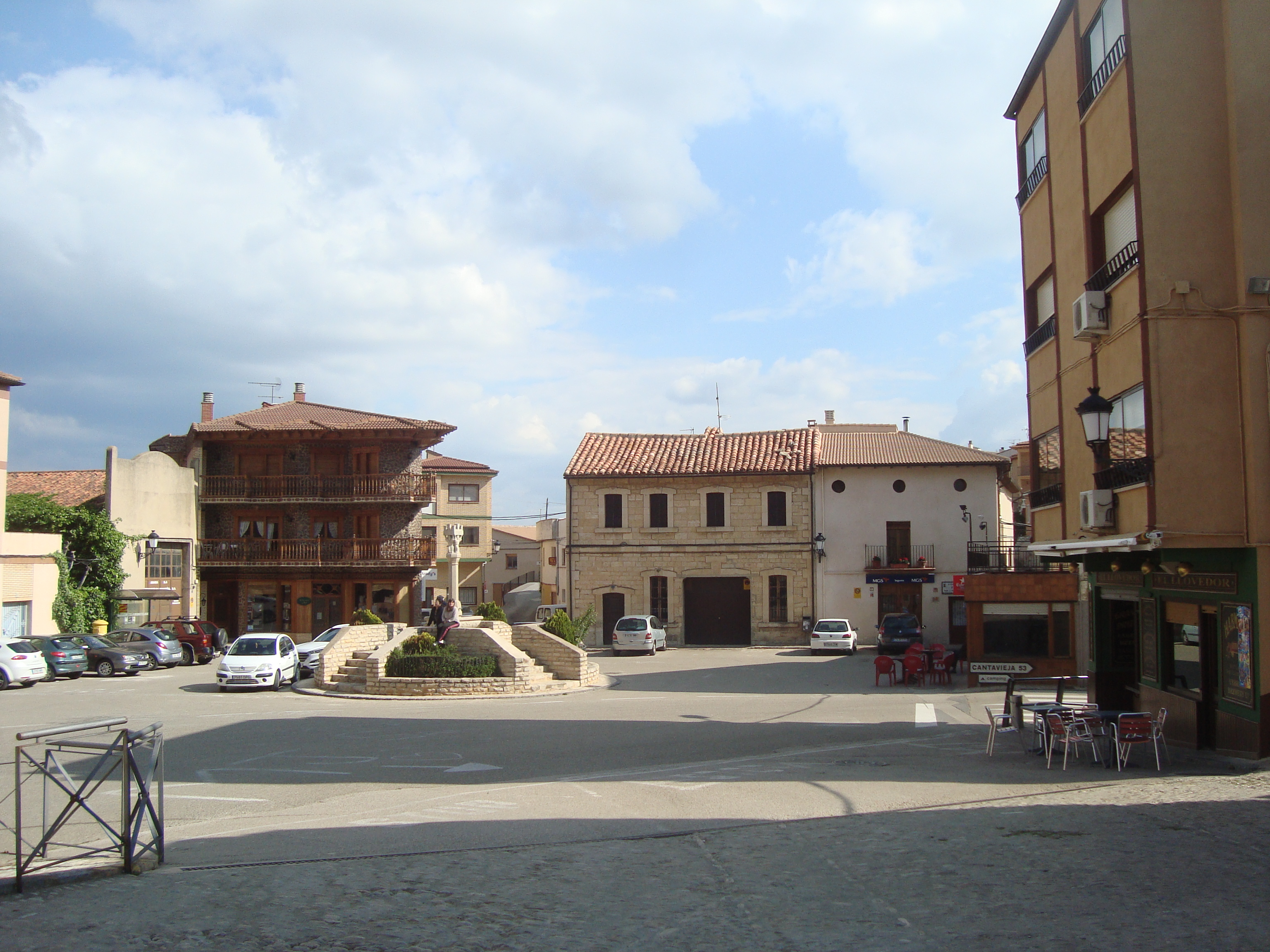
Plaza en Castellote

El castillo de Castellote se encuentra emplazado sobre un abrupto escarpe rocoso que domina la población. Fue ordenado construir por Alfonso II en el siglo XII, sobre una fortaleza reconquistada a los musulmanes por Alfonso I. Pese a la importancia que tuvo en el pasado, los únicos elementos importantes que se conservan son una sala que podía ser una capilla y la Torre del homenaje, situada en el extremo del recinto y de casi 12 m de ancho, que quedó muy rebajada tras su dinamitación en las Guerras Carlistas. También perduran varias murallas y torreones, restos del recinto fortificado que lo rodeaba. La topografía del enclave determina que su planta sea irregular.

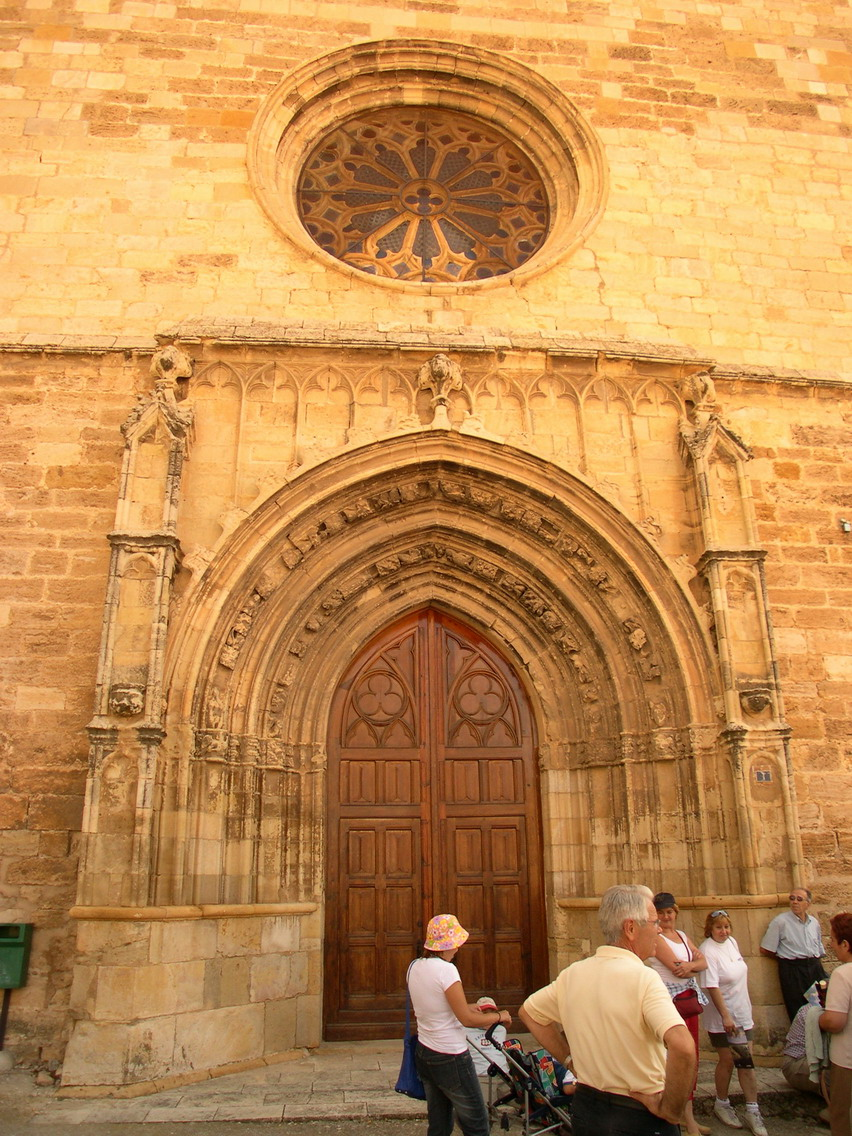
Portada de la iglesia de San Miguel.

El Torreón Templario es un edificio de gran interés que mantiene los componentes arquitectónicos de las dos funciones que ha tenido a lo largo de la historia: la más antigua, de apoyo a la defensa del castillo, y la más reciente, de cárcel. Rehabilitado e inaugurado en 2007, alberga un centro de interpretación de la Orden del Temple.
En la parte alta de la localidad está el Lavadero, probablemente de origen medieval y rehabilitado recientemente. El recinto conserva una fuente bajo arco de medio punto construido con piedra sillar. 
El Puente del Gigante o Acueducto de las Lomas es un acueducto que sirvió para canalizar las aguas que abastecían la villa. Posee once arcos de mampostería que salvan el tramo de mayor desnivel. El último arco, llamado «Puente del Gigante», tiene una altura de 14 m y fue restaurado en el siglo XIX, de acuerdo a la inscripción que aparece en el sillar central.
El edificio del Ayuntamiento es de origen gótico, estando situado sobre una lonja de arquerías de sillería dentro del recinto amurallado de la población. La fachada en arco de medio punto de ladrillo en el piso superior es de una época más tardía.
Castellote posee varias casas palaciegas. La Casa Gordiano es un edificio de grandes dimensiones construido en el siglo XVI cuya fachada es típica del renacimiento aragonés. La Casa de los Plana, con sus tres plantas, es un buen ejemplo de arquitectura civil del siglo XIX en el medio rural. Otras dos casas son dignas de mención, la de las Pepetas y la de Don José, esta última con amplios balcones con rejería.

### Arquitectura religiosa

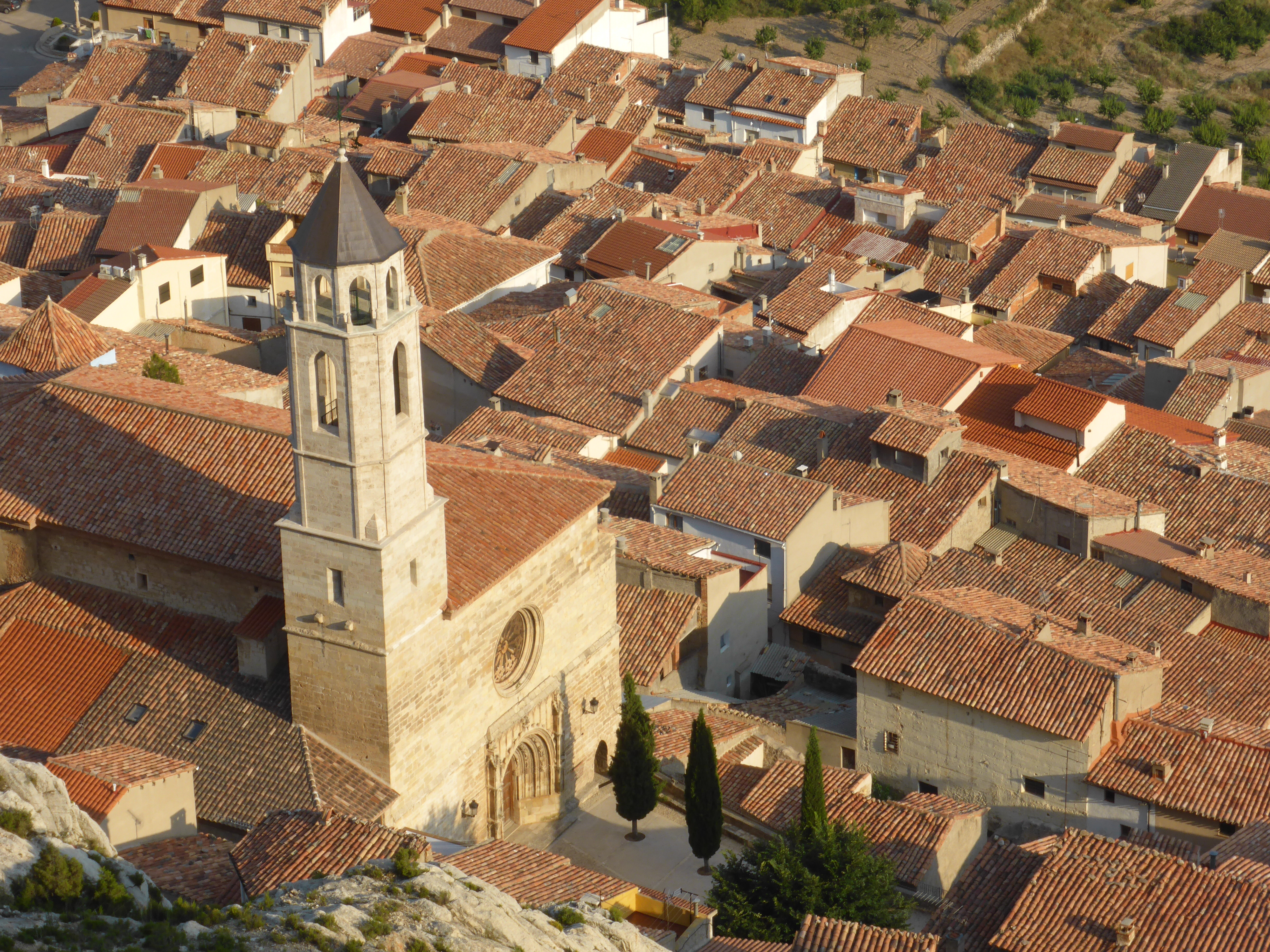
Iglesia de San Miguel. En 2017 se ha inaugurado la reconstrucción de la torre.

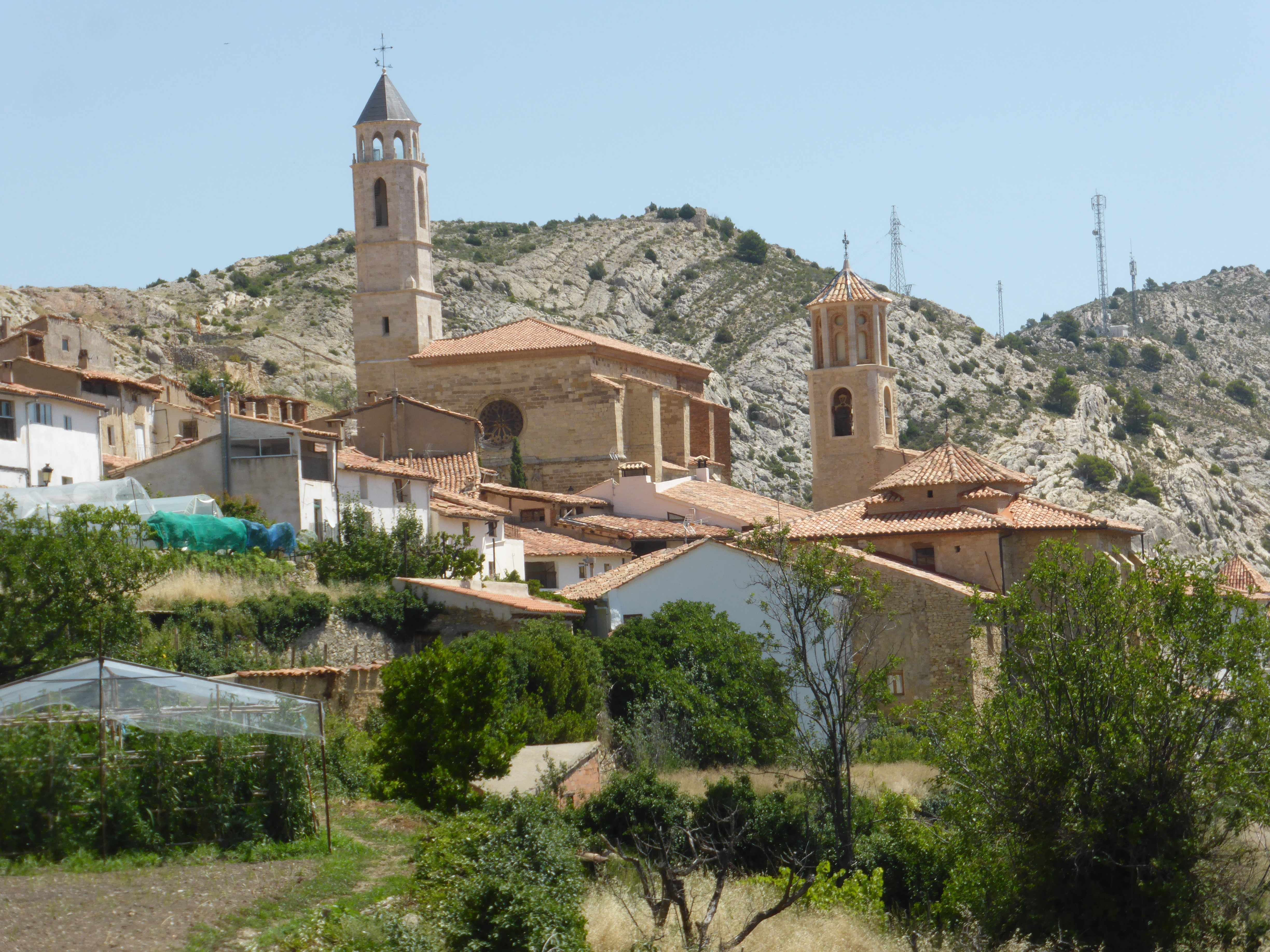
Iglesias de San Miguel y la Virgen del Agua.

La iglesia parroquial de San Miguel es un templo edificado en la primera mitad del siglo XV, construido en sillería. Consta de una única nave de tres tramos con capillas laterales entre los contrafuertes. Su aspecto exterior resulta monumental, destacando en su exterior la portada, compuesta por una sobria decoración de estilo gótico levantino en donde aparecen dragones, leones y sirenas; sobre la portada se puede observar un rosetón de grandes dimensiones. En el año 2017 se reconstruyó la torre que estaba arruinada desde la Guerra Civil. 
Castellote cuenta con tres ermitas de interés. La ermita de la Virgen del Agua —patrona de la localidad— es un templo del siglo XVII de planta irregular, en cuyo exterior es notable su portada, enmarcada por dos columnas torsas, y la torre. Otra ermita interesante es la del Llovedor, tanto por su arquitectura como por el bello paraje en el que se emplaza. Es una construcción del siglo XVIII con nave única cubierta por techo plano. Por último, la ermita de San Macario es también de la misma época, destacando el atrio abierto a la calle a través de arcos de medio punto sobre columnas.

### Patrimonio natural
Dentro del término municipal de Castellote, en su extremo suroccidental, se encuentra el monumento natural del Puente de Fonseca.
Es una formación fluvio-cárstica generada por el Guadalope, dando lugar a un túnel natural por el que discurre el río. Esta zona goza de un microclima distinto al del resto del municipio, lo cual permite la presencia de especies hidrófilas. Asimismo, es frecuentada por una gran diversidad de aves, por lo que tiene la consideración de Zona de Especial Protección para las Aves (ZEPA) de la red Natura 2000.
Aguas abajo del Puente de Fonseca, se encuentran las hoces o estrechos del Guadalope. El recorrido del río forma meandros, excavando cañones de altas paredes en las calizas del Jurásico y Cretácico. Además son frecuentes las formaciones de travertinos.
El embalse de Santolea, construido en las décadas de 1920 y 1930, permite la práctica de deportes náuticos. Los márgenes del embalse presentan grandes paredes verticales que permiten la escalada y playas naturales que invitan al baño.
En el contexto de la paleontología, en Castellote se halla el yacimiento de icnitas de Abenfigo, perteneciente al Cretácico Inferior. Conserva restos de huellas de dinosaurios, formadas en su recorrido por una zona de playa, reconociéndose cuarenta huellas que corresponden a terópodos (carnívoros bípedos). El paraje está declarado Bien de Interés Cultural. En el casco urbano de Castellote existe una subsede de Dinópolis —denominada «Bosque Pétreo»— para dar a conocer este yacimiento.
De la misma época que el anterior es el yacimiento de Vallipón. Considerado el yacimiento de microvertebrados más importante del Cretácico Inferior europeo, hasta el momento se han encontrado 42 tipos diferentes de vertebrados, entre ellos tiburones y rayas, peces óseos, tortugas, reptiles marinos —plesiosaurios—, lagartos, cocodrilos, reptiles voladores —pterosaurios—, dinosaurios y mamíferos.
Otro punto de interés es el yacimiento de El Barranquillo, cercano a la ermita del Llovedor. Contiene árboles fósiles conservados en sílice que una vez formaron parte de un bosque Cretácico. Hasta el momento se han excavado cuatro troncos fósiles de tres especies diferentes de coníferas.

## Fiestas

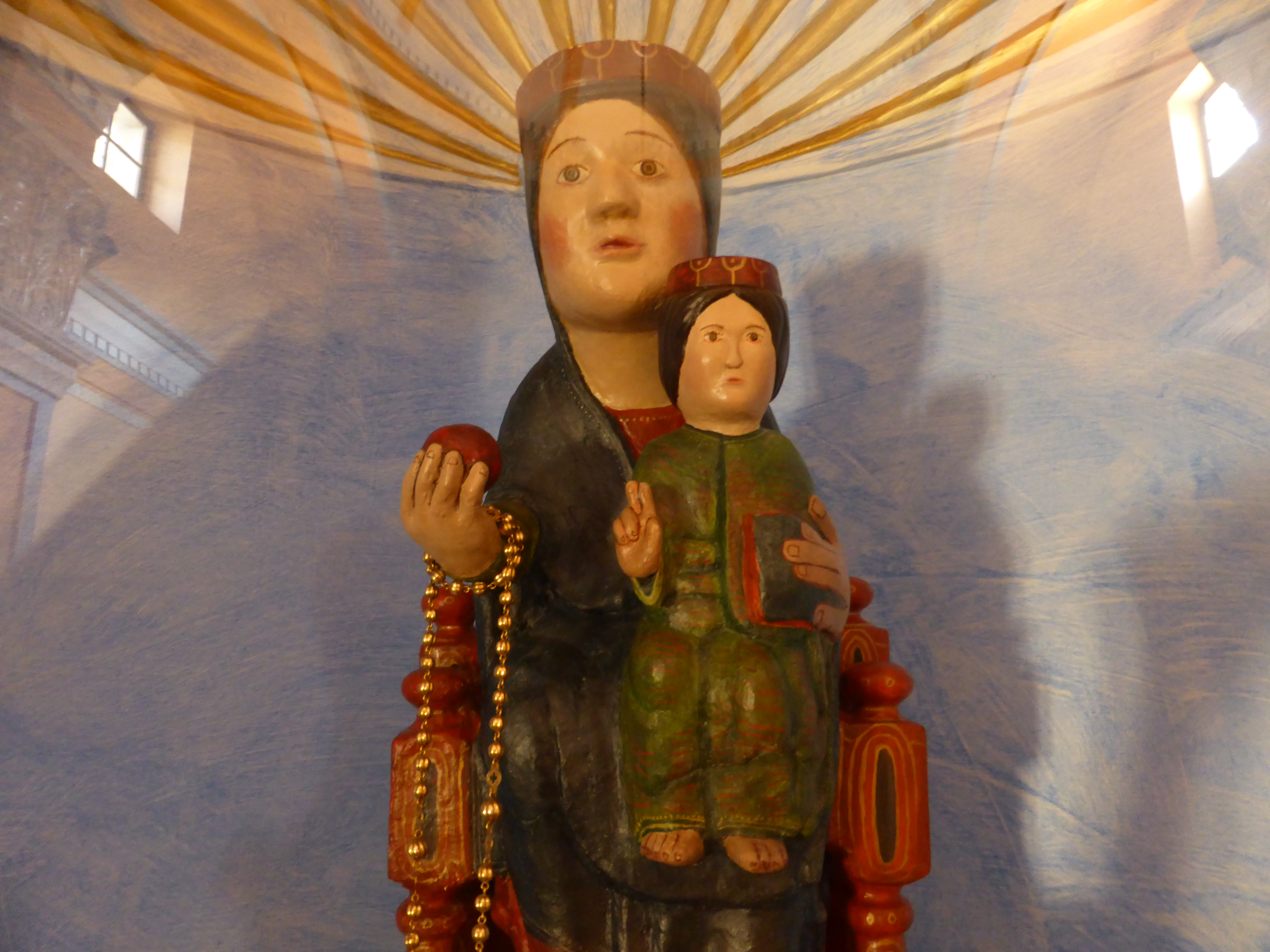
Talla policromada de la Virgen del Agua, del, restaurada.

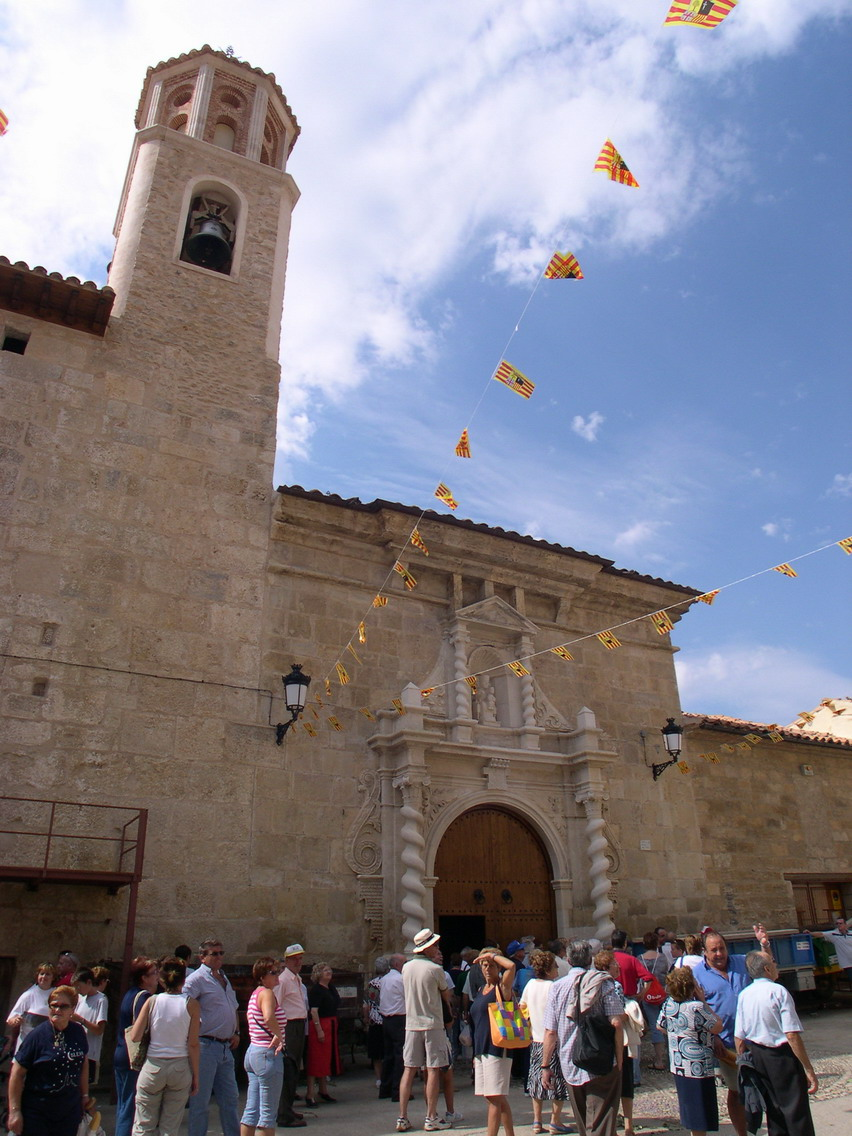
Ermita de la Virgen del Agua, templo del.

- En torno al 23 de enero se celebran las fiestas de San Macario. Comienzan con la «plantada» del mayo, tronco de árbol de grandes dimensiones. Después de preparar una gran hoguera, los vecinos van en procesión hasta la ermita de San Macario para cantar las «albadas», coplas populares para pedir la intervención del Santo.
- En el mes de mayo tienen lugar romerías a la ermita del Llovedor para implorar a la Virgen la llegada de las lluvias y la excelencia de las cosechas. Como singularidad, son sólo los hombres los que peregrinan a la ermita en la jornada del 1 de mayo, mientras que las mujeres lo hacen el sábado previo al lunes de Pentecostés.
- El domingo más próximo al 15 de mayo se celebra San Isidro, con procesión hasta la ermita de la Virgen del Agua. Hay bendición de tractores, así como entrega de medallas y menciones especiales, en tono humorístico, a los agricultores destacados del año.
- El segundo fin de semana de agosto, se celebran las fiestas patronales en honor a la Virgen del Agua. Durante las mismas, tienen lugar gran variedad de actos, desde competiciones deportivas a actos religiosos. Especial tradición tienen los espectáculos taurinos populares como el «toro embolado» o los «toros de fuego».[23]

## Personas notables
- Manuel Ricol Giner (1849-1920). Fundador del primer club velocipedista de Aragón, conocido como el «decano de los velocipedistas nacionales».
- Miguel Buñuel Tallada (1924-1980). Escritor, guionista de cine y autor teatral. Uno de los más destacados autores españoles de literatura infantil, cuya obra literaria representa un canto a la solidaridad universal.
- Agustín Plana Sancho (1890-1980). Artillero, ingeniero de armamento.  Destacó por su labor científica y tecnológica en la metalurgia. Director técnico de Altos Hornos de Vizcaya y director de la Comisaría de Material Ferroviario, fundador del Instituto del Hierro y del Acero del Consejo Superior de Investigaciones Científicas. En 1957 fue nombrado subsecretario de Obras Públicas, más tarde fue presidente del Consejo de Administración de RENFE, con una participación decisiva en el desarrollo del Talgo. En 1957 fue nombrado hijo predilecto de Castellote.